# Cordioniscus schmalfussi
Cordioniscus schmalfussi är en kräftdjursart som beskrevs av Mikhail P. Andreev 2002. Cordioniscus schmalfussi ingår i släktet Cordioniscus och familjen Styloniscidae. Inga underarter finns listade i Catalogue of Life.